# Shah-Mat
Shah-Mat est un groupe belge de groove metal, originaire de Liège, en Région wallonne. Le groupe est formé en 2003, et publie un unique album studio, intitulé Upstream, en 2007, avant sa séparation en 2009.

## Historique
Shah-Mat est formé en avril 2003, à Liège, en Région wallonne. Le nom du groupe signifie « Échec et mat » en perse. Selon Stéphanie, qui apprécie des groupes comme Soundgarden, les goûts musicaux des membres divergent : le guitariste JP Devox apprécie les sonorités des années 1970, le bassiste Fax Lo Cascio apprécie le style hip-hop et rap hardcore orienté Cypress Hill, et le batteur Gaby apprécie des groupes comme Meshuggah et Alice in Chains.
À la fin de 2003, le groupe enchaine les concerts. À ses débuts, le groupe offre quatre démos, dont First, sur sa page MySpace, ainsi qu'un premier EP intitulé, éponyme. Shah-Mat enregistre et publie son premier album studio, intitulé Upstream, en 2007,. Il est distribué par Yeayeayeah Records aux États-Unis où le groupe effectue une petite tournée. Ils jouent également à la fin de 2007 au Rockcorncern De Rots d'Anvers.
Le groupe se sépare au début de 2009. Steph et Gaby créent ensuite Nolia en 2009 et en 2010 Steph est sélectionnée pour participer à la Nouvelle Star. JP, lui, crée bUNNY bLACK bONES avec d'autres musiciens avec qui il avait travaillé par le passé.

## Membres
- Stéphanie Vondenhoff - chant
- JP Devox - guitare programmations
- Gaby Fratelli - batterie
- Fax Lo Cascio - basse

## Discographie
- 2006 : Shah-Mat (EP)

- 2007 : Upstream

1. Sad Song
2. Love You Alive
3. Don't Spit Your Hate
4. Bereft
5. Resurgence
6. Children
7. Don't You Forget
8. Creed
9. Hit My Soul
10. Shadow Puppet
11. Don't Blame
12. Women In Chains